# Leo Anton Karl de Ball
Leo Anton Karl de Ball (Lobberich, 23 de novembro de 1853 - 12 de dezembro de 1916) foi um astrônomo germano-austríaco.